# Stare Gałki
Stare Gałki [pronunciación en polaco: /ˈstarɛ ˈɡau̯ki/] es un pueblo ubicado en el municipio de Mała Wieś, en el distrito de Płock, voivodato de Mazovia, Polonia. Tiene una población estimada, a fines de 2018, de 170 habitantes.
Está ubicado aproximadamente a 4 kilómetros al oeste de la localidad de Mała Wieś, a 27 kilómetros al sureste de Płock, y a 69 kilómetros al oeste de Varsovia.